# UFC Fight Night: Lauzon vs. Stephens
 UFC Fight Night: Lauzon vs. Stephens (conosciuto anche come UFC Fight Night 17), è stato un evento di arti marziali miste tenuto dalla Ultimate Fighting Championship il 7 febbraio 2009 all'USF Sun Dome di Tampa, negli Stati Uniti.

## Risultati
|                            | Divisione                  |                            |                            |                            | Metodo                                  | Round                      | Tempo                      | Premio                     |
| Card Principale (Spike TV) | Card Principale (Spike TV) | Card Principale (Spike TV) | Card Principale (Spike TV) | Card Principale (Spike TV) | Card Principale (Spike TV)              | Card Principale (Spike TV) | Card Principale (Spike TV) | Card Principale (Spike TV) |
| -------------------------- | -------------------------- | -------------------------- | -------------------------- | -------------------------- | --------------------------------------- | -------------------------- | -------------------------- | -------------------------- |
|                            | Pesi leggeri               | Joe Lauzon                 | batte                      | Jeremy Stephens            | Sottomissione (armbar)                  | 2                          | 4:43                       | SOTN                       |
|                            | Pesi massimi               | Cain Velasquez             | batte                      | Denis Stojnić              | KO tecnico (pugni)                      | 2                          | 2:34                       | KOTN                       |
|                            | Pesi leggeri               | Josh Neer                  | batte                      | Mac Danzig                 | Sottomissione (triangolo)               | 2                          | 3:36                       | FOTN                       |
|                            | Pesi welter                | Anthony Johnson            | batte                      | Luigi Fioravanti           | KO tecnico (pugni)                      | 1                          | 4:39                       |                            |
| Card Preliminare           |                            |                            |                            |                            |                                         |                            |                            |                            |
|                            | Pesi leggeri               | Kurt Pellegrino            | batte                      | Rob Emerson                | Sottomissione (rear-naked choke)        | 2                          | 3:14                       |                            |
|                            | Pesi medi                  | Dan Miller                 | batte                      | Jake Rosholt               | Sottomissione (ghigliottina)            | 1                          | 1:03                       |                            |
|                            | Pesi leggeri               | Matt Veach                 | vs.                        | Matt Grice                 | KO tecnico (pugni)                      | 1                          | 4:34                       |                            |
|                            | Pesi leggeri               | Gleison Tibau              | batte                      | Rich Clementi              | Sottomissione (ghigliottina)            | 1                          | 4:35                       | KOTN                       |
|                            | Pesi welter                | Nick Catone                | batte                      | Derek Downey               | Sottomissione (keylock)                 | 2                          | 1:15                       |                            |
|                            | Pesi welter                | Matt Riddle                | batte                      | Steve Bruno                | Decisione unanime (29-28, 29-28, 29-28) | 3                          | 5:00                       |                            |

## Premi
I lottatori premiati ricevettero un bonus di 30.000 dollari.
Legenda:
- FOTN: Fight of the Night (vengono premiati entrambi gli atleti per il miglior incontro dell'evento)
- KOTN: Knockout of the Night (viene premiato il vincitore per il migliore knockout dell'evento)
- SOTN: Performance of the Night (viene premiato il vincitore per la migliore sottomissione dell'evento)